# 奈尾基弘
奈尾 基弘（なお もとひろ、1965年〈昭和40年〉12月24日 - ）は、日本の労働・厚生労働官僚。

## 経歴
福岡県北九州市出身、鹿児島市のラ・サール高校を経て、東京大学法学部を卒業（では文学部となっている）。国家公務員採用Ⅰ種試験（法律）に合格し、1989年4月に労働省入省。
2022年6月28日、厚生労働省人材開発統括官に就任。在任中、デジタル田園都市国家構想基本方針に基づき、デジタル人材の育成に取り組んだ。
2023年7月4日、中央労働委員会事務局長に就任。

## 年譜
基本的な出典
- 1989年
  - 03月：東京大学法学部卒業
  - 04月：労働省入省
- 1997年05月：福岡県労働部職業安定課長
- 1999年03月：労働省職業安定局雇用保険課長補佐
- 2001年01月：厚生労働省職業安定局雇用保険課長補佐
- 2002年04月：厚生労働省労働基準局総務課長補佐
- 2003年08月：厚生労働省労働基準局労災補償部労災管理課長補佐
- 2004年
  - 01月：厚生労働省職業安定局総務課長補佐
  - 07月：厚生労働省大臣官房地方課地方企画官
  - 10月：（併）厚生労働省大臣官房会計課監査指導室会計監査官
- 2006年12月：（併）厚生労働省大臣官房地方課地方支分局法令遵守室長
- 2007年08月：厚生労働省労働基準局総務課労働保険審査会事務室長
- 2009年07月：厚生労働省職業安定局高齢・障害者雇用対策部障害者雇用対策課長
- 2010年08月：内閣法制局参事官（第四部）
- 2014年07月：厚生労働省職業安定局雇用保険課長
- 2016年06月：厚生労働省職業安定局総務課長
- 2017年07月：厚生労働省参事官（併）厚生労働省政策統括官付労働政策担当参事官室長
- 2018年08月：（独）高齢・障害・求職者雇用支援機構総務部長
- 2019年
  - 07月：厚生労働省大臣官房審議官（健康、生活衛生、アルコール健康障害対策担当）
  - 07月：（併）内閣官房内閣審議官（内閣官房副長官補付）
  - 07月：（命）内閣官房新型インフルエンザ等対策室室員
- 2020年
  - 03月：（命）内閣官房新型コロナウイルス感染症対策推進室審議官
  - 03月：（命）内閣官房新型コロナウイルス感染症対策本部事務局審議官
  - 08月：内閣官房内閣審議[官（内閣官房副長官補付）
  - 08月：（命）内閣官房新型インフルエンザ等対策室室員
  - 08月：（命）内閣官房新型コロナウイルス感染症対策推進室審議官
  - 08月：（命）内閣官房新型コロナウイルス感染症対策本部事務局審議官
- 2021年09月：厚生労働省大臣官房高齢・障害者雇用開発審議官
- 2022年06月28日：厚生労働省人材開発統括官[3]
- 2023年07月04日：中央労働委員会事務局長[4]